# كأس أمريكا
كأس أمريكا هي جائزة تمنح في رياضة الإبحار وتعتبر أقدم مسابقة رياضة دولية في جميع الرياضات حيث بدأت في عام 1851.